# جوستين ستيفن
جوستين ستيفن (28 يناير 1988 في الهند - ) هو لاعب كرة قدم هندي في مركز الدفاع. لعب مع نادي تشينايين وUnited SC ‏ ونادي مومباي لكرة القدم وMahindra United FC ‏ ونادي محمدان وDSK Shivajians FC ‏.

## وصلات خارجية
- جوستين ستيفن على موقع قاعدة بيانات كرة القدم.إي يو (الإنجليزية)
- جوستين ستيفن على موقع Soccerway.com (الإنجليزية)